# Championnats du monde de cyclisme sur piste juniors 2021
Navigation
Édition précédente Édition suivante
Les Championnats du monde de cyclisme sur piste juniors 2021 ont lieu du 1er au 4 septembre 2021 sur le vélodrome du Caire, en Égypte. Les championnats sont réservés aux coureurs nés en 2003 et 2004 (17/18 ans).
Les championnats du monde étaient initialement prévus du 16 au 20 août 2020, mais ont été reportés en raison de la pandémie de COVID-19. Après avoir été organisés au Maroc (1986) et en Afrique du Sud (1997 et 2008), c'est la quatrième fois que ces mondiaux ont lieu en Afrique.

## Programme
| Date                   | Hommes                                                   | Femmes                                                |
| ---------------------- | -------------------------------------------------------- | ----------------------------------------------------- |
| Mercredi 1er septembre | Vitesse par équipes                                      | Scratch, vitesse par équipes                          |
| Jeudi 2 septembre      | Keirin, poursuite par équipes, scratch                   | Course à l'élimination, poursuite par équipes         |
| Vendredi 3 septembre   | Course aux points, poursuite individuelle                | Omnium, vitesse individuelle                          |
| Samedi 4 septembre     | Omnium, vitesse individuelle                             | 500 mètres, course aux points, poursuite individuelle |
| Dimanche 5 septembre   | Course à l'américaine, Course à l'élimination, kilomètre | Course à l'américaine, Keirin                         |

## Médaillés
- (q) signifie que le coureur n'a pas participé à la finale pour la médaille, mais à un tour qualificatif.

### Hommes
| Épreuves               | Or                                                                                         | Argent                                                                               | Bronze                                                                                               |
| ---------------------- | ------------------------------------------------------------------------------------------ | ------------------------------------------------------------------------------------ | --- |
| Kilomètre              | Grigorii Skorniakov                                                                        | Willy Weinrich                                                                       | Kirill Kurdidi                                                                                       |
| Keirin                 | Nikita Kalachnik                                                                           | Jakub Malášek                                                                        | David Shekelashvili                                                                                  |
| Vitesse individuelle   | Nikita Kalachnik                                                                           | Willy Weinrich                                                                       | Mattia Predomo                                                                                       |
| Vitesse par équipes    | Russie Bogdan Medenets David Shekelashvili Nikita Kalachnik Alexander Popov (q)            | Allemagne Luca Spiegel Paul Groß Willy Weinrich Max-David Briese (q)                 | Pologne Tomasz Grzesiak Marcin Marciniak Mateusz Przymusinski Radoslaw Laskowski (q)                 |
| Poursuite individuelle | Samuele Bonetto                                                                            | Jasper Schröder                                                                      | Andrea Violato                                                                                       |
| Poursuite par équipes  | Allemagne Benjamin Boos Luis-Joe Lührs Ben Felix Jochum Jasper Schröder Nicolas Zippan (q) | Italie Bryan Olivo Andrea Violato Lino Colosio Alessio Delle Vedove Samuele Mion (q) | Russie Daniil Zarakovskiy Grigorii Skorniakov Mikhail Postarnak Mark Kryuchkov Dmitrii Dolzhikov (q) |
| Scratch                | Carson Mattern                                                                             | Pascal Tappeiner                                                                     | Lorenzo Ursella                                                                                      |
| Course aux points      | Dylan Bibic                                                                                | Radovan Štec                                                                         | Mikhail Postarnak                                                                                    |
| Américaine             | Russie Daniil Valgonen Grigorii Skorniakov                                                 | Tchéquie Radovan Štec Matyáš Koblížek                                                | Canada Dylan Bibic Carson Mattern                                                                    |
| Omnium                 | Radovan Štec                                                                               | Dylan Bibic                                                                          | Daniil Valgonen                                                                                      |
| Course à l'élimination | Dario Igor Belletta                                                                        | Dmitrii Dolzhikov                                                                    | Matyáš Koblížek                                                                                      |

### Femmes
| Épreuves               | Or                                                                                    | Argent                                                                                     | Bronze                                                                              |
| ---------------------- | ------------------------------------------------------------------------------------- | ------------------------------------------------------------------------------------------ | ----------------------------------------------------------------------------------- |
| 500 mètres             | Alina Lysenko                                                                         | Clara Schneider                                                                            | Elizaveta Bogomolova                                                                |
| Keirin                 | Alina Lysenko                                                                         | Clara Schneider                                                                            | Alla Biletska                                                                       |
| Vitesse individuelle   | Alina Lysenko                                                                         | Alla Biletska                                                                              | Yuliya Golubkova                                                                    |
| Vitesse par équipes    | Russie Elizaveta Bogomolova Alina Lysenko Elizaveta Krechkina Varvara Blagodarova (q) | Allemagne Lara-Sophie Jäger Stella Müller Clara Schneider                                  | Italie Alessia Paccalini Sara Fiorin Valentina Basilico Rebecca Bacchettini (q)     |
| Poursuite individuelle | Alina Moiseeva                                                                        | Bénédicte Ollier                                                                           | Franzi Arendt                                                                       |
| Poursuite par équipes  | Russie Inna Abaidullina Alena Ivanchenko Alina Moiseeva Valeria Valgonen              | France Flavie Boulais Jade Labastugue Lara Lallemant Bénédicte Ollier Doriane Kaufmann (q) | Pologne Olga Wankiewicz Wiktoria Milda Tamara Szalińska Maja Tracka Anna Długas (q) |
| Scratch                | Jette Simon                                                                           | Marith Vanhove                                                                             | Valentina Basilico                                                                  |
| Course aux points      | Alena Ivanchenko                                                                      | Valentina Basilico                                                                         | Kaia Schmid                                                                         |
| Américaine             | Russie Inna Abaidullina Alena Ivanchenko                                              | France Jade Labastugue Bénédicte Ollier                                                    | Pays-Bas Yuli van der Molen Nienke Veenhoven                                        |
| Omnium                 | Inna Abaidullina                                                                      | Kaia Schmid                                                                                | Valentina Basilico                                                                  |
| Course à l'élimination | Kaia Schmid                                                                           | Lana Eberle                                                                                | Gabriela Bártová                                                                    |

## Tableau des médailles
| Rang  | Nation     | Or | Argent | Bronze | Total |
| ----- | ---------- | -- | ------ | ------ | ----- |
| 1     | Russie     | 14 | 1      | 5      | 20    |
| 2     | Allemagne  | 2  | 8      | 1      | 11    |
| 3     | Italie     | 2  | 2      | 6      | 10    |
| 4     | Canada     | 2  | 1      | 1      | 4     |
| 5     | Tchéquie   | 1  | 3      | 2      | 6     |
| 6     | États-Unis | 1  | 1      | 1      | 3     |
| 7     | France     | 0  | 3      | 0      | 3     |
| 8     | Ukraine    | 0  | 1      | 1      | 2     |
| 9     | Belgique   | 0  | 1      | 0      | 1     |
| 9     | Suisse     | 0  | 1      | 0      | 1     |
| 11    | Pologne    | 0  | 0      | 2      | 2     |
| 11    | Kazakhstan | 0  | 0      | 2      | 2     |
| 13    | Pays-Bas   | 0  | 0      | 1      | 1     |
| Total | Total      | 22 | 22     | 22     | 66    |